# Tony Jackson (cestista 1958)
Anthony Eugene Jackson, detto Tony (Lexington, 17 gennaio 1958), è un ex cestista statunitense, professionista nella NBA.

## Carriera
Venne selezionato dai Los Angeles Lakers al quarto giro del Draft NBA 1980 (87ª scelta assoluta).